# 呂翕如
吕翕如（？—？），號正始，直隶保定府清苑县人，明末清初政治人物。

## 生平
崇祯九年（1636年）丙子科举人，十三年庚辰科进士，礼部观政。授河南杞县知县，崇祯十五年，李自成闯军围攻开封，久攻不下之后，便于四月移军杞县，吕翕如弃城被逮。
入清，任户部主事，顺治三年（1646年）榷浒墅钞关，升员外郎，四年九月升江西按察司佥事、提调学政，仕至浙江杭严道佥事。